# Masacre de Safed
La Masacre de Safed ocurrió en la ciudad de Safed el 29 de agosto de 1929, durante el motín palestino de 1929. Fueron asesinados 20 judíos y otros ochenta resultaron heridos a manos de una masa de árabes palestinos, siendo además incendiado y saqueado el barrio judío. Tuvo lugar en el mismo contexto conocido como matanza de Hebrón, un disturbio que afectó también a las comunidades judías de Jerusalén, Hebrón y alrededores, y cuyas consecuencias históricas fueron profundas, al suponer la desaparición de algunas comunidades judías milenarias instaladas en la zona.